# 糜芳
| 姓名           | 糜芳                                                                              |
| 時代           | 後漢時代 - 三国時代                                                               |
| 生没年         | 〔不詳〕                                                                          |
| 字・別号       | 子方（字）                                                                        |
| 本貫・出身地等 | 徐州東海郡朐県                                                                    |
| 職官           | 中郎将・彭城国相〔曹操〕 →武陵太守?〔劉備〕 →将軍・南郡太守〔劉備〕 →将軍〔孫権〕 |
| 爵位・号等     | -                                                                                 |
| 陣営・所属等   | 陶謙→曹操→劉備→孫権                                                               |
| 家族・一族     | 兄・糜竺 姉妹・糜夫人                                                             |

糜 芳（び ほう、生没年不詳）は、中国後漢末期から三国時代の将軍、政治家。字は子方。徐州東海郡朐県（江蘇省連雲港市）の人。兄は糜竺。妹は糜夫人（劉備の夫人）。本来の姓は縻（または靡）と読まれるという。劉備に仕えた後、呉に仕えた。
オーストラリア国立大学の中国歴史学者のレイフ・ド・クレスピニーは、糜芳が劉備・曹操・孫権という三国の指導者に仕えた珍しい経歴をもつ人物であると指摘している。

## 生涯
兄の糜竺と共に劉備に仕えた。劉備が曹操を頼った時、糜芳は曹操から彭城国相に任じられたが、劉備が曹操から離反するとまたそれに付き従い、官位を去った。
劉備が益州に入った後、関羽は荊州総督となった。糜芳は南郡太守に任じられ、公安を守る士仁（演義では「傅士仁」）と共に荊州の防衛を任された。しかし関羽が彼らを軽んじていたこともあり、かねてから折り合いが悪かった。219年、関羽が北上して樊城攻略を開始すると、糜芳と士仁は物資補給などを行なうだけで、全力で支援しようとしなかった。また、南郡城内で火事が発生し、軍器を多数焼失したことがあった。これらの不始末を聞いた関羽は「戻ったら罰してくれる」と、糜芳を激しく咎めた。これ以降、糜芳は関羽を恐れるようになり、内心不安になったという。このことを聞いた孫権が糜芳に誘いをかけると、糜芳は孫権と内通するようになった。糜芳は使者をだして孫権の兵を迎え入れた（上記は『三国志』「蜀書」関羽伝）。糜芳は城を守っていたが、先に降伏した士仁が呂蒙と一緒にいるのを見ると、降伏したとの記録もある。また韋昭呉書でのみ、城を守ろうとする麋芳を呂蒙が説得して降伏させたとあり（上記は『三国志』呉志「呂蒙伝」が引く『呉書』と陳寿が編纂する前に韋昭が記した『呉書』）。降伏、内通の経緯ついては諸説あり、『三国志』関羽伝、呂蒙伝、虞翻伝はそれぞれ内通、降伏に関する記述が若干異なる。
これ以後、糜芳は孫権の将軍となり、呉に仕えることになった。「呉書」賀斉伝によると、223年に孫権の命で賀斉配下の武将となり、呉から魏に寝返って反乱を起こした晋宗を討伐したという記述がある。
『三国志』に引用された『季漢輔臣賛』によると糜芳らは蜀呉二カ国で裏切り者として笑いものになったという。
「呉書」虞翻伝によると、糜芳は呉に仕えるようになってから、虞翻と船ですれ違ったことがあった。糜芳の部下が「将軍の船のお通りだ」と言うと、虞翻は「（旧主の劉備に対して）忠信（節義）を守れなかった者が、何によって主君に仕えるというのか。二城（南郡・公安）を任されながらそれを失った者が、将軍を名乗ってよいと思っておるのか」と罵倒した。糜芳は姿を見せず返答もしなかったが、急いで虞翻の船を避けさせた。また、ある時に虞翻が糜芳の軍営の前を通りかかると、役人が軍営の門を閉ざしていたため、通れないということがあった。虞翻はまた腹を立て「（城門を）閉めるべき時に開けて降伏をしながら、開けておくべき時に門を閉ざしている。物事の道理をわかっておるのか」と再び罵倒した。糜芳はこれに恥じ入り、門を開けさせた。

## 三国志演義
小説『三国志演義』でも、兄と共に劉備配下として活躍する一方、長坂の戦いでは劉備の家族を取り戻そうと敵中に入った趙雲の行為を、裏切りと早合点し劉備に讒言している。劉備が呉討伐を開始した時、自分と傅士仁を殺して蜀に戻ろうとする荊州出身の兵士を恐れ、劉備の親戚であるから処刑されないと考え、傅士仁と共に馬忠を殺し、その首を手土産にして蜀軍に戻る。しかし、関羽を裏切ったことへの劉備の怒りは収まらず、劉備自らの手で傅士仁と共に斬り殺されている。吉川英治の小説『三国志』では、関羽の子関興に引き渡され、父の仇として斬り殺される。